# Акарашев, Ислам Висадиевич
Акарашев Ислам Висадиевич — (род. 01 октября 1999, Волгоград, Волгоградская область) российский дзюдоист, самбист, чемпион и призёр чемпионатов России, Мастер спорта России международного класса по самбо. Мастер спорта России по дзюдо

## Биография
Курсант Волгоградской академии МВД России Ислам Акарашев стал победителем Первенства Южного федерального округа по дзюдо. Спортсмен занял 1 место в весовой категории свыше 100 кг.
Акарашев стал победителем первенства России по самбо среди спортсменов 19-20 лет. Подопечный Алексея Яковлева и Виталия Яловенко в Перми поднялся на высшую ступень пьедестала и выиграл отборы на мировое первенство.
Представлял Россию на первенстве мира по самбо в весовой категории свыше 100 кг. 19-летнему спортсмену удалось завоевать «золото» соревнований, обойдя соперников из Монголии, Казахстана и Узбекистана.

## Спортивные достижения

### Дзюдо
- Первенство России по дзюдо 2016 года (Новосибирск)[8][9] — ;
- Первенство России 2020 года по дзюдо (Тюмень)[10][11][12] — ;
- Кубок Европы по дзюдо 2021 год[13] (Оренбург)[14][15] — ;
- Первенство Европы 2021 года (Венгрия, Будапешт в команде)[16][17]— ;
- Чемпионат России по дзюдо 2022[18][19]— ;
- Дзюдо на Всероссийской спартакиаде 2022[20][21] — ;
- Кубок России по дзюдо 2022 (Калининград)[22] — ;

### Самбо
- Первенство России 2019 года по самбо (Пермь)[23][24] — ;
- Первенство мира по самбо 2019 года (Узбекистан, Ташкент)[25][26][27] — ;